# Rudolf Svensson
Rudolf Svensson   (27 de març de 1899 - Bromma parish, 4 de desembre de 1978) fou un lluitador suec, guanyador de quatre medalles olímpiques, tant en la modalitat de lluita lliure con en lluita grecoromana.

## Carrera esportiva
Va participar, als 25 anys, en els Jocs Olímpics d'Estiu de 1924 realitzats a París (França), on aconseguí guanyar la medalla de plata en la prova de pes semi pesat (-87 kg) en la modalitat de lluita lliure com en la prova de pes semi pesat (-82,5 kg.) de la lluita grecoromana. En els Jocs Olímpics d'Estiu de 1928 realitzats a Amsterdam (Països Baixos) aconseguí guanyar la medalla d'or en la prova de pes pesant (+82.5 kg) de la lluita grecoromana, i en els Jocs Olímpics d'Estiu de 1932 realitzats a Los Angeles (Estats Units) aconseguí guanyar una nova medalla d'or en el pes semi pesat (-87 kg).
Al llarg de la seva carrera ha guanyat dues medalles al Campionat del Món de lluita i quatre al Campionat d'Europa de lluita.